# کرانه (روستا)
کَرانه (به عربی: کرانة) یک روستای شیعه‌نشین در بحرین است که در استان شمالیه واقع شده‌است. معنی نام روستای کرانه، همان کرانه فارسی به معنی ساحل است. نام این روستا مانند نام شماری از روستاهای بحرین فارسی است. ‎ در این روستا نوعی از خرما می‌روید به نام «خرمای مرزبان».
روستای کرانه به دلیل برخورداری از کمربند سبز درختان نخل و کشتزارهای پیرامون آن، به «دهکده سبز» نیز معروف است. روستای کرانه از نظر تاریخی شامل گروهی از دهکده‌ها از جمله: المقاسم، روزگان، الحربیه، المجرفت و غیره بوده‌است. اکنون روستایی یگانه به‌شمار می‌آید و حومه آن به نام‌های محمودیات، عسوج، المناعی و وزه نامگذاری شده‌است. روستای کرانه با اطراف خود بیش از ۱۲ هزار نفر سکنه دارد.

## جغرافیا
روستای کرانه در میانهٔ شمال باختری جزیره اصلی بحرین قرار دارد و از نظر اداری در استان شمالیه طبقه‌بندی می‌شود و شامل مجتمع‌های مسکونی ۴۵۴ - ۴۵۶ - ۴۵۸ - ۴۶۰ می‌باشد.
کرانه یکی از روستاهای متعددی است که در دو طرف جاده البدیع قرار دارد و از شرق با روستای حله عبدالصالح، از جنوب خاوری با روستای مقشع و از سوی باختر رو با روستا با روستاهای جد الحاج و جنوسان همسایه است. کرانه از شمال با نخلستان و دریا محدود می‌شود و از طرف جنوب جاده البدیع آن را از روستای ابو صیبع جدا می‌کند. در روستای کرانه محله‌های جنوبی، شمالی، وزه، عسوج، المناعی، محمودیه و اسکان وجود دارد.
در گذشته کرانه مجموعه‌ای از دهکده‌های کوچکی بود که در میان نخلستان‌ها پراکنده شده بودند، به نام‌های الرّقعة، هربدیه، روزگان، جبیلات، نورجرفت، کرانه، و کحلة العین (حلّة العین). در میان این دهکده‌ها، دهکده‌های کهن‌تر نام‌های فارسی دارند ازجمله کرانه، روزگان، نورجرفت (نورگرفت) و جنوسان.

## اقتصاد روستا
در کرانه تعدادی چشمه وجود دارد که به‌طور طبیعی روان‌اند. روستای کرانه به کشتزارهای سرسبزش معروف است و تقریباً تنها روستایی در بحریت است که تا به امروز از چهار طرف توسط کمربند سبز نخلستان‌ها و درختان احاطه شده‌است. مردم این روستا نخلستان‌ها و کشتزارها را به دریایی تشبیه می‌کنند که از چهار طرف این روستا را دربر گرفته‌است.
برخی از انواع خرمای تولیدی این روستا در بسته‌های حصیری و گاه در کیسه‌های نایلونی فروخته می‌شود. معروف‌ترین نوع خرمای کرانه، خلاص نام دارد و نام انواع دیگر خرمای این روستا عبارت است از: ریزز، شبیبی، مرزبان، خنیزی، شهل و غیره.

## آموزش
آموزش سنتی شیعی در روستا از دیرباز از طریق کاتبان، معلم‌های قرآن یا از طریق آخوندها انجام می‌شد، از جمله به‌وسیله حاجی احمد بن حسین بن طالب و شیخ میرزا اسود، که از قاریان بود. محفوظه بنت باقر الاسود و سپس دخترانش از جمله فاطمه، ام حسین و ام سیدعیسی در قدیم در روستا به دختران آموزش می‌دادند و در کرانه کتابخانه‌ای به نام کتابخانه امام صادق وجود داشت و تدریس در آن انجام می‌شد. اکنون این کتابخانه متروک و به آپارتمانی برای سکونت تبدیل شده است.
تحصیلات رسمی دولتی تقریباً در سال ۱۹۵۴ میلادی برای آموزش پسران در دبستان‌های جد حفص و ابو صیبع آغاز شد. تحصیل دختران نیز در روستا در حدود سال ۱۹۶۲ میلادی در مدارس بیرون از روستا مانند دبستان‌های باربار، سار و هاجر آغاز شد. در روستای کرانه تنها یک مدرسه دخترانه وجود دارد به نام دبستان دخترانه کرانه که در سال ۱۳۶۸ تأسیس شده‌است.